# جوليان جونسون
جوليان جونسون (بالإنجليزية: Julian Johnson)‏ هو كاتب سيناريو وجراح أمريكي، ولد في 1873، وتوفي في 1939.